# Решетниково (станция)
Реше́тниково — узловая железнодорожная станция на главном ходу Октябрьской железной дороги (Ленинградское направление Московского ЖД узла). Находится в одноимённом посёлке городского округа Клин Московской области. Входит в Московский ДЦС-1 центр организации работы железнодорожных станций Октябрьской дирекции управления движением. По основному характеру работы является промежуточной, по объему выполняемой работы отнесена к 3 классу.
К станции примыкает однопутная электрифицированная ветвь на станцию Конаково ГРЭС (36,0 км) также с пригородным движением от Москвы. 
Последняя станция на линии в Московской области при движении от Москвы. Дальнейшие пункты на главному ходу и на ответвлении находятся в Тверской области.

## История
Станция IV класса, была открыта  1 (13) ноября 1851 года, под названием - Решетниковская, в составе Санкт-Петербурго-Московской железной дороги. Название станции происходит от деревни Решетникова и было утверждено приказом МПС № 227 от 21 декабря 1850 года.  После переименовании дороги 8 (20) сентября 1855 года, станция в составе Николаевской железной дороги, и в 1863 году  получила официальное название в создаваемой сети железных дорог - Решетниково. Станция находилась на 8-м участке службы пути, 6-м участке службы движения, 6-м участке службы тяги.
Первоначально на станции было построено две каменные водонапорные башни и две деревянные высокие платформы, по обеим сторонам от путей. Согласно архивным данным в 1864 году построен деревянный пассажирский дом (вокзал) размером 4,5 х 3,6 саж ( 9 х 7,2 м ). В 1868 году в замен сгнивших ряжевых платформ построены две новые на каменных столбах, с перилами и лестницами, площадью 198 кв саж. Во время правления Главным обществом российских железных дорог, с 1868 по 1893 годы, на станции был построен второй деревянный вокзал,  размером  7,70 х 3,60 саж ( 15,4х7,2 м).
С 27 февраля 1923 года, после переименовании дороги, станция в составе Октябрьской железной дороги, приказом НКПС № 1028 от 20 августа 1929 года станция в составе Октябрьских железных дорог, с 1936 года станция в составе Октябрьской железной дороги.
Согласно тарифному руководству № 4 от 1947 года на станции производится работы по приёму и выдачи повагонных грузов, допускаемых к хранению на открытых площадках и платформах, с 1959 года по приёму и выдачи грузов мелкими отправками. Согласно тарифному руководству № 4 от 1965 года на станции производится работы по приёму и выдачи повагонных грузов, допускаемых к хранению на открытых площадках, хранению грузов повагонными и мелкими отправками, загружаемых целыми вагонами на подъездных путях и местах необщего пользования, приёму и выдачи повагонных грузов, допускаемых к хранению в крытых складах, а также  продажа билетов на все пассажирские поезда, приём и выдача багажа.
В 1971 году присвоен код ЕСР № 0709, 1975 году присвоен новый код ЕСР № 07090., с 1985 года  код АСУЖТ (ЕСР) № 061108.

В 1982 году станции присвоен код Экспресс-2 № 20452, с 1994 года новый код Экспресс-3 № 2004452.
В 1920-х годах строится узкоколейная железная дорога от Решетниково (станция Торфяная ) до  Южно-Алфёровского торфомассива. Для перегрузки торфа в вагоны широкой колеи на станции Торфяная, был устроен подъездной путь от станции Решетниково. В конце 1980-х годов пункт перегрузки торфа на широкую колею в посёлке Решетниково был закрыт.

В конце 1930-х годов строится ширококолейная линия Решетниково — Туркмен, которая выводится из эксплуатации  в конце 1960-х годов. Значительная часть этой железнодорожной линии была разобрана. Её начальный участок используется в качестве отстойника для пассажирских вагонов.
В 1937 г. от станции построена 36-км однопутная ветвь на Конаково (в ведении МПС с 1963 г.).
В 1957 г. станция электрифицирована в составе участка Калинин — Клин, в 1965—1966 гг. электрифицирована линия на Конаково.

## Общие сведения

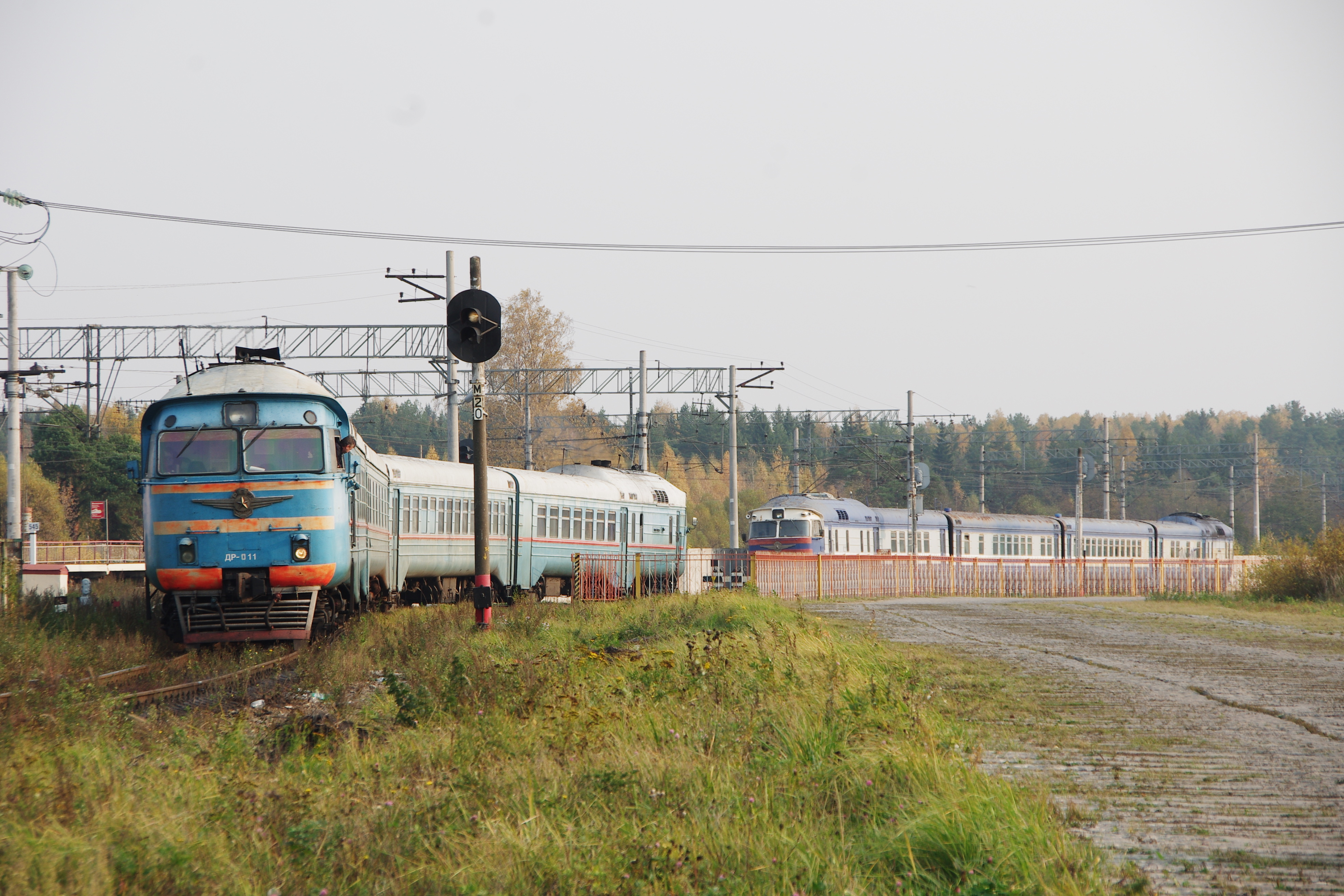
Дизель-поезд ДР1-011 для путейцев. Заходит на территорию ПМС на станции Решетниково ОЖД. 2011 год

Интенсивность пассажирского движения — 20 пар пригородных поездов в сутки, проходящих по маршрутам Москва — Тверь, Крюково — Тверь и Москва — Конаково. Поезда дальнего следования на станции не останавливаются.
Турникетами не оборудована, но в июле 2025 года начались подготовительные работы к их установке.
На станции расположены предприятия: опытная путевая машинная станция ОПМС-1 ОЖД и база запаса пассажирских вагонов ВЧД-1 ОЖД, тяговая подстанция Московской дистанции электрификации и энергоснабжения ЭЧ-1.
Станция расположена на участках обслуживания Опытной Московской дистанции пути ПЧ-1, Тверской дистанции сигнализации, централизации и блокировки ШЧ-2, Московской дистанции электрификации и энергоснабжения ЭЧ-1.

## Характеристика путевого развития
Путевое развитие станции — 18 путей. Пути №№ I, IA, II, IIA, 3, 4, 5, 6, 8, 9 — электрифицированы и оборудованы устройствами АЛСН. Пути I, IA, II, IIA — главные. Пути 3, 4, 6, 8, 10 — приемо-отправочные поездов обоих направлений; путь 5 — приемо-отправочный для нечетных поездов. Пути 7, 11, 12, 14 — для отстоя вагонов. Пути 15А, 15А, 17 — соединительные. Путь 16 — предохранительный тупик.

## Прилегающие к станции перегоны
- В нечётном направлении:
  - Решетниково — Клин двупутный электрифицированный. По I главному пути — односторонняя четырёхзначная автоматическая блокировка для движения нечётных поездов; по II главному пути — односторонняя четырёхзначная автоматическая блокировка для движения чётных поездов. Перегон оборудован устройствами для движения поездов по неправильному пути по сигналам АЛСН.
- В чётном направлении:
  - Решетниково — Завидово, двупутный электрифицированный. По I главному пути — односторонняя четырёхзначная автоматическая блокировка для движения нечётных поездов; по II главному пути — односторонняя четырёхзначная автоматическая блокировка для движения чётных поездов. Перегон оборудован устройствами для движения поездов по неправильному пути по сигналам АЛСН.
  - Решетниково — Конаковский Мох однопутный электрифицированный. Двусторонняя автоматическая трехзначная блокировка для движения чётных и нечётных поездов.